# La Roda
La Roda è un comune spagnolo  situato nella comunità autonoma di Castiglia-La Mancia.

## Gastronomia
I miguelitos sono dolcetti tradizionali di La Roda.